# Comuna Vesele, Mejova
Vesele (în ucraineană Веселе) este o comună în raionul Mejova, regiunea Dnipropetrovsk, Ucraina, formată din satele Oleksandrivka, Poputne și Vesele (reședința).

## Demografie
Componența lingvistică a satului Vesele
     Ucraineană (95,47%)
     Rusă (3,72%)
     Alte limbi (0,51%)
Conform recensământului din 2001, majoritatea populației satului Vesele era vorbitoare de ucraineană (95,47%), existând în minoritate și vorbitori de rusă (3,72%).